# Delești (okręg Vaslui)
Delești – wieś w Rumunii, w okręgu Vaslui, w gminie Delești. W 2011 roku liczyła 745 mieszkańców.